# Midsommarkransen
Midsommarkransen est un quartier du district Hägersten-Älvsjö à Stockholm en Suède.

## Description
Midsommarkransen est un quartier de Söderort.
Le quartier est bordé par Aspudden, Liljeholmen, Västberga et Hägerstensåsen. 
Le quartier a été créé en 1926. 
Midsommarkransen est bâti principalement de maisons de couleur jaune aux toits rouges.

## Bâtiments
Les vieilles maisons de Midsommarkransen ont été construites entre 1910 et 1912 par une entreprise appelée Tellusborgs Fastighets AB à l'initiative du banquier Olof Aschberg, intéressé par la production de logements sociaux. 
L’objectif était de créer un quartier résidentiel moderne avec des appartements bon marché et de bonne qualité pour les ouvriers. 
Ces maisons ont trois étages et sont principalement constituées de studios. 
Le plan du site a été conçu par l'architecte Per Olof Hallman. 
Dans les années 1930 et 1940, Ericsson a construit sa grande usine dans le quartier, qui abrite aujourd'hui l'école d'art Konstfack. 
Dans les années 1940, un quartier résidentiel connu sous le nom de LM-staden a été construit en lien avec les usines Ericsson. 
De plus, des appartements étudiants ont été construits dans les années 2000 à proximité de l'ancienne zone industrielle.

## Transports
Le quartier est relié au centre-ville de Stockholm par la ligne rouge du métro de Stockholm.
La station de métro Midsommarkransen est desservie par la ligne T14 du métro de Stockholm.

## Galerie

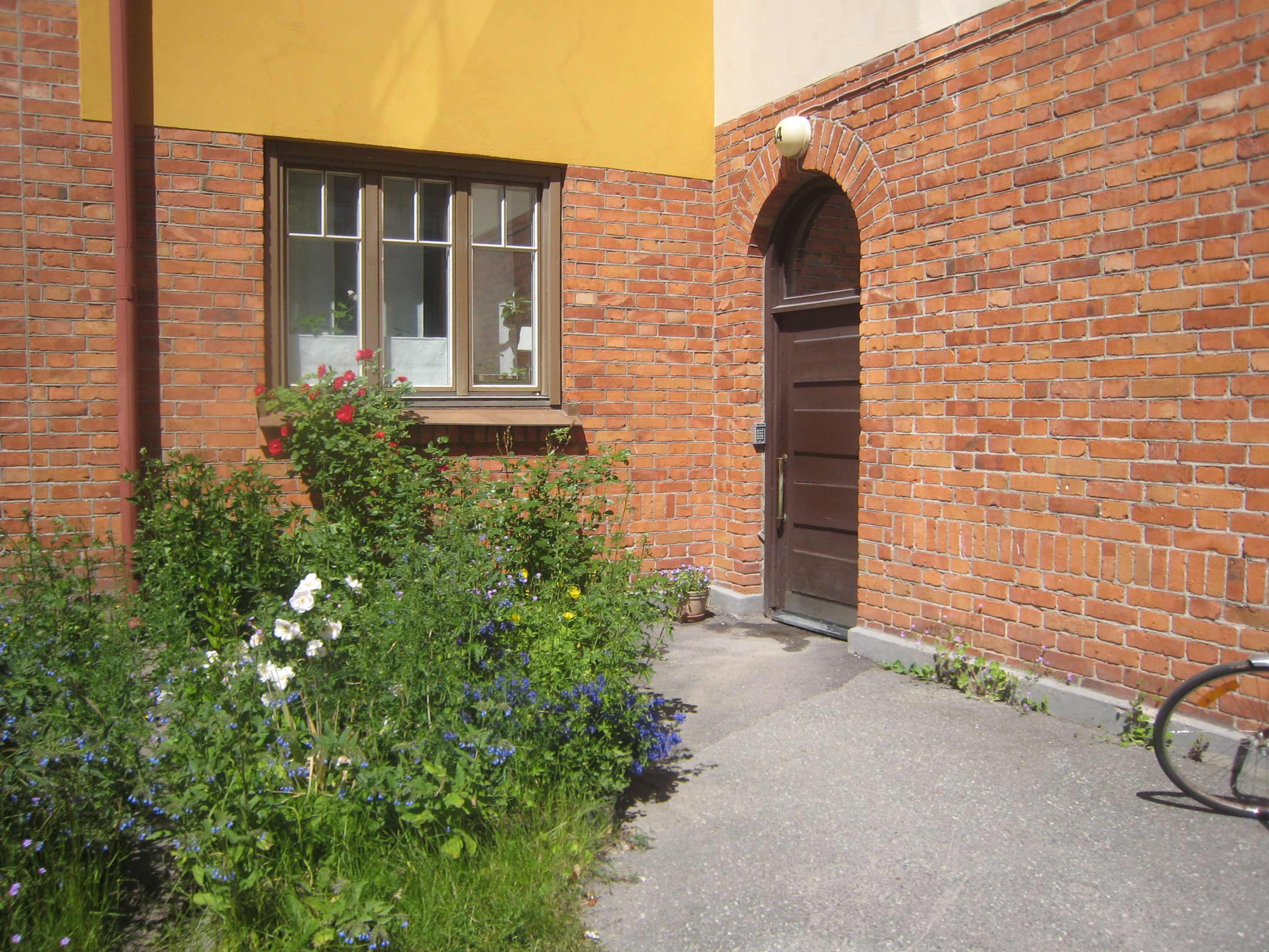
Entrée de style romantique national sur Tegelbruksvägen.
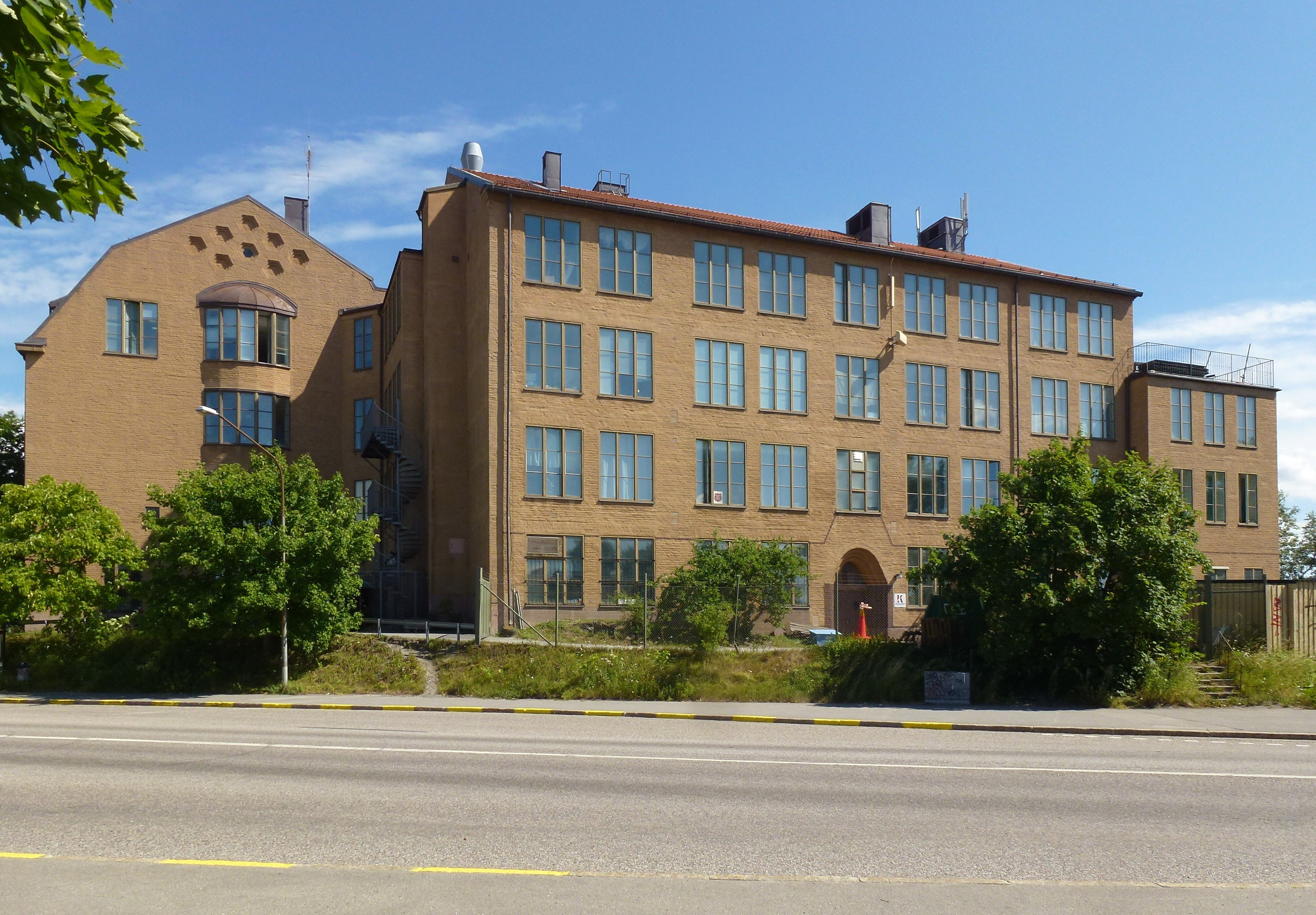
École de Midsommarkransen.
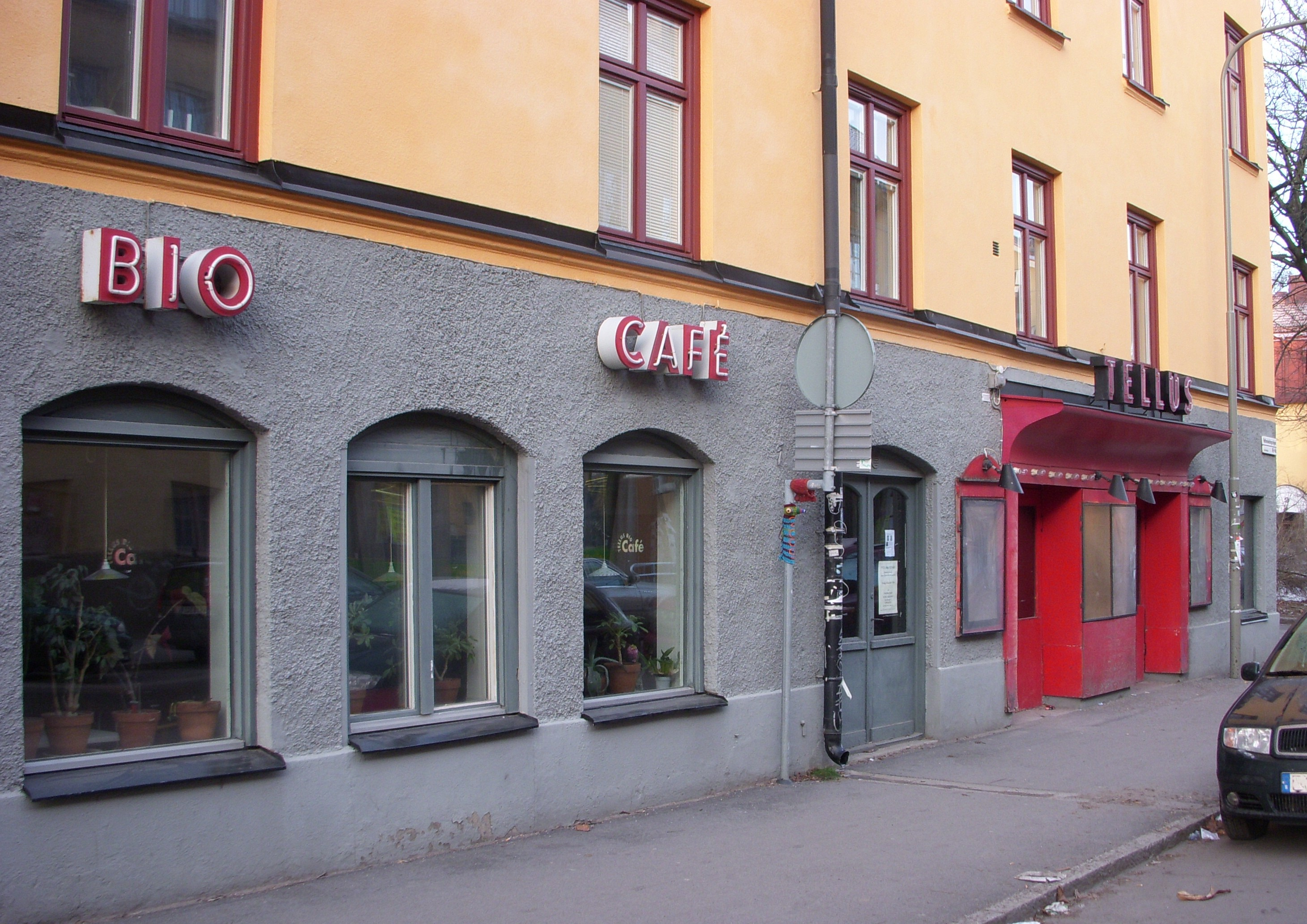
Biocafé Tellus.
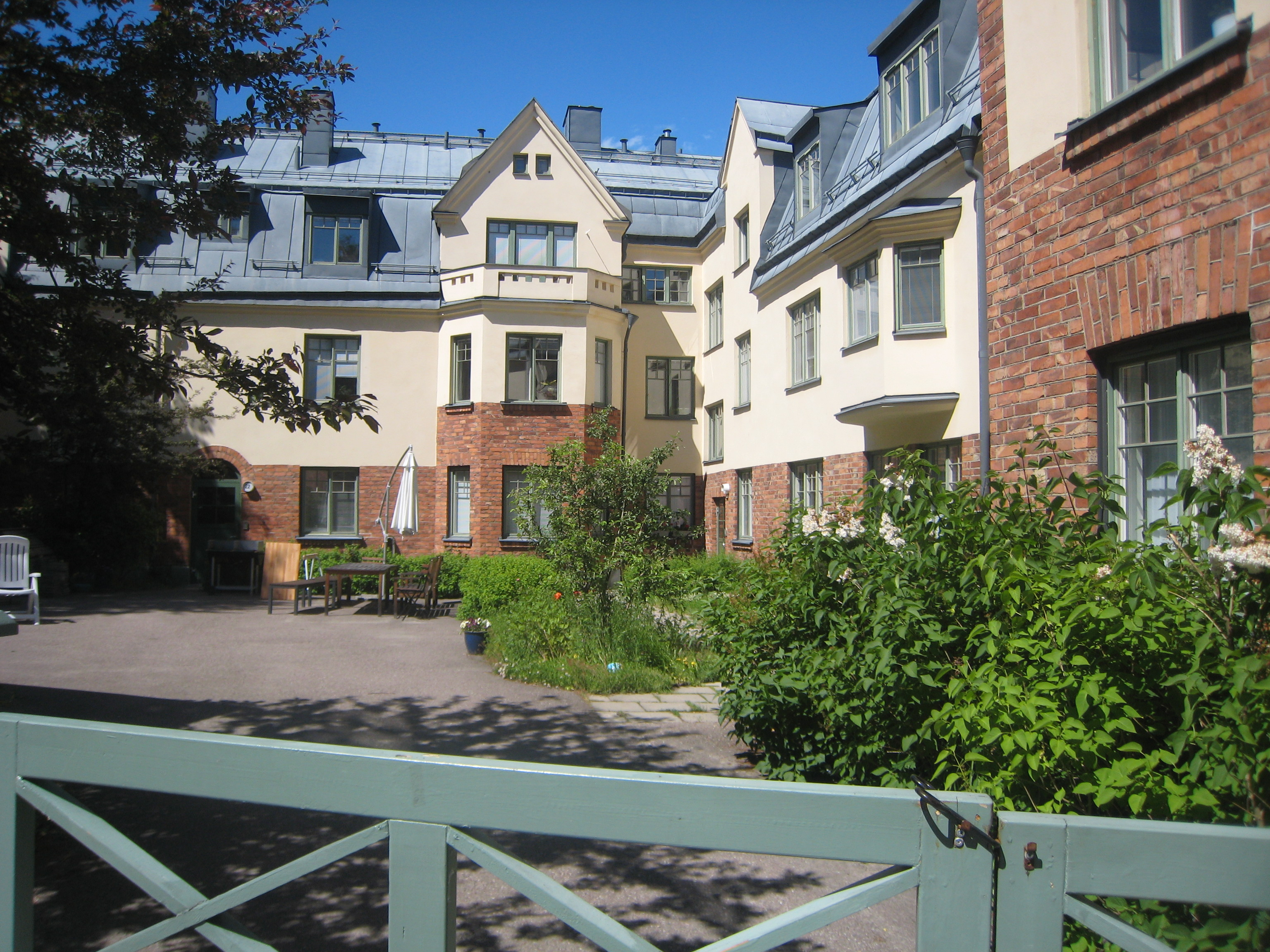
Cour de Tegelbruksvägen.
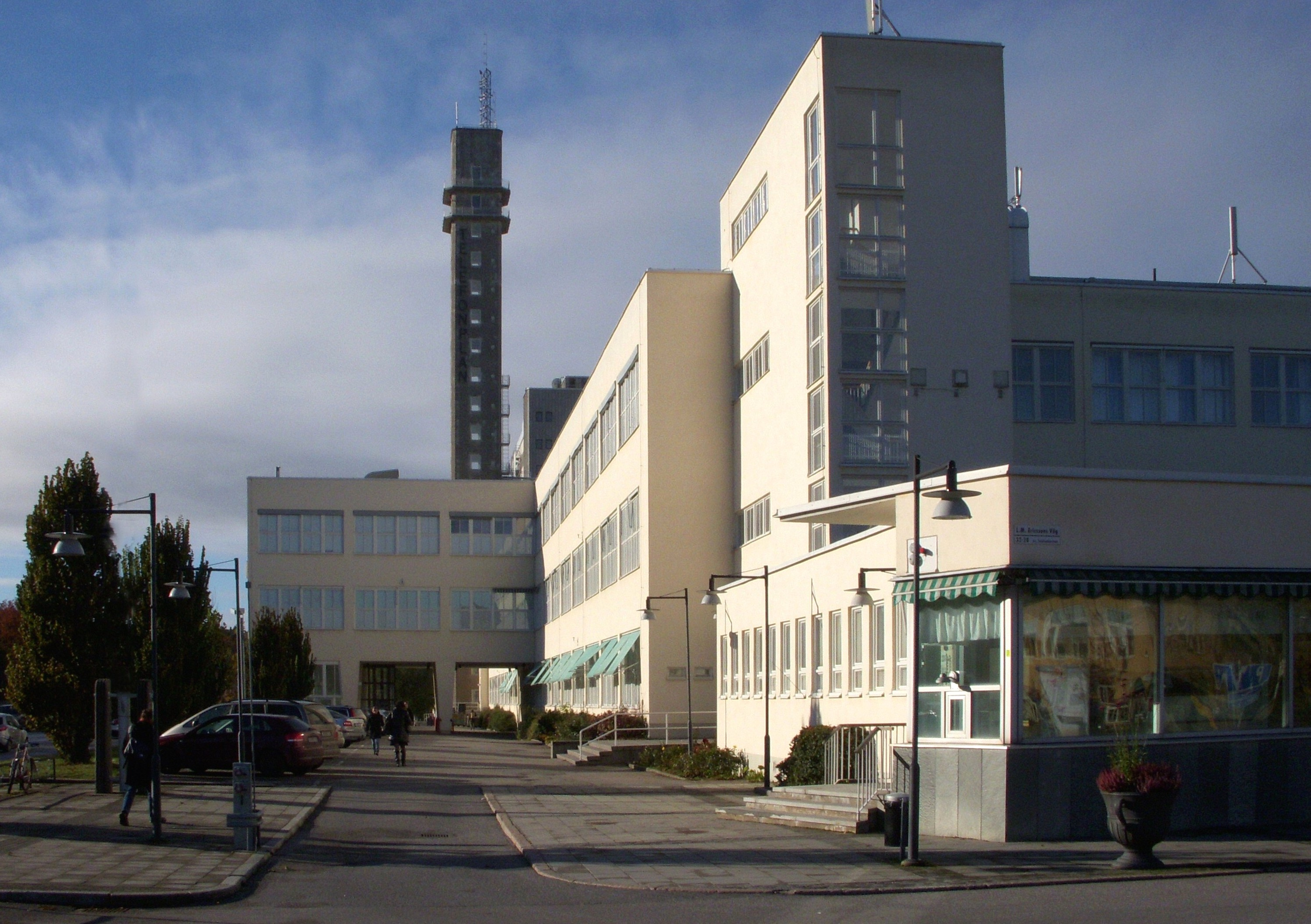
Ancien  bâtiment d'Eriksson.
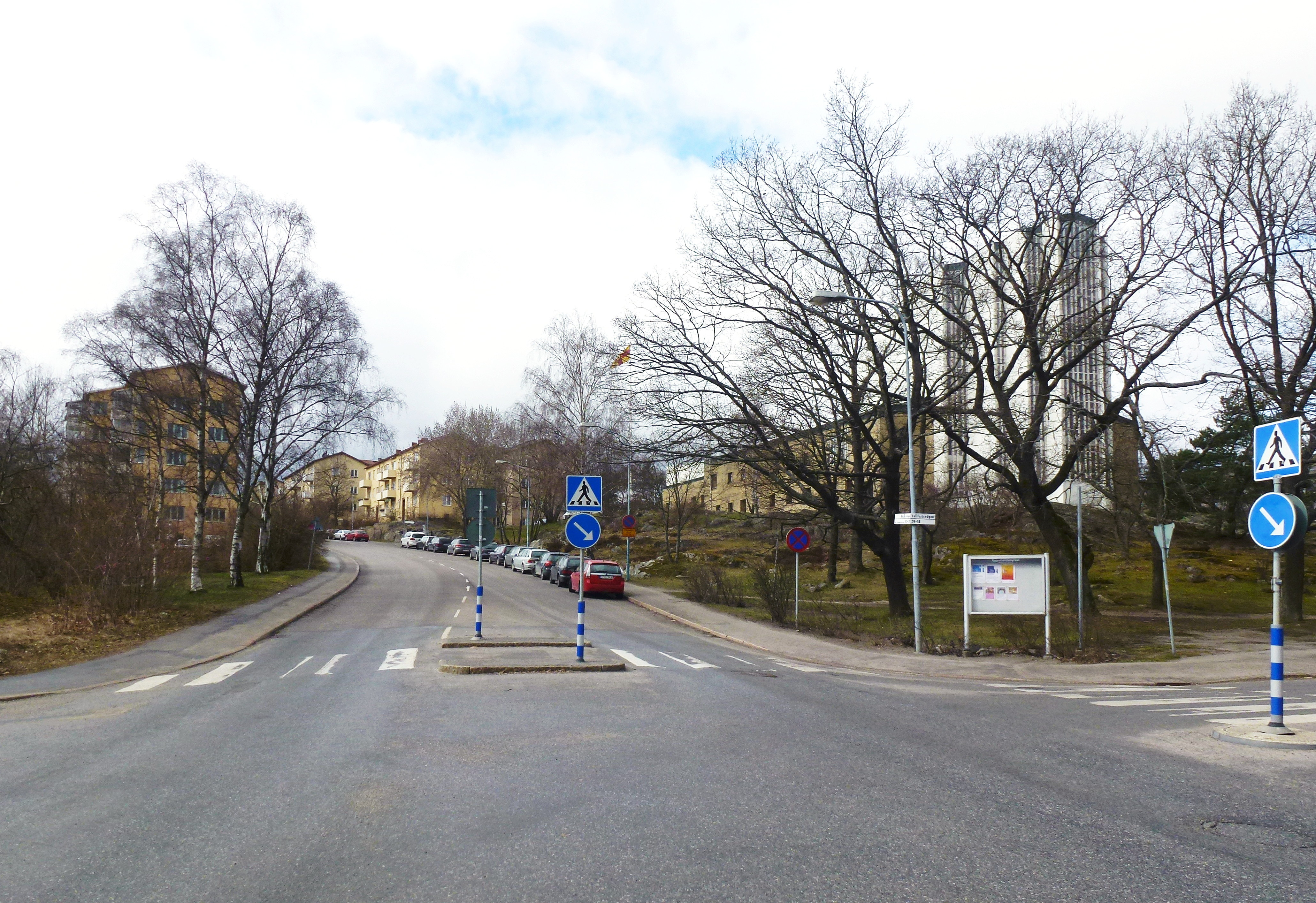
Bäckvägen.
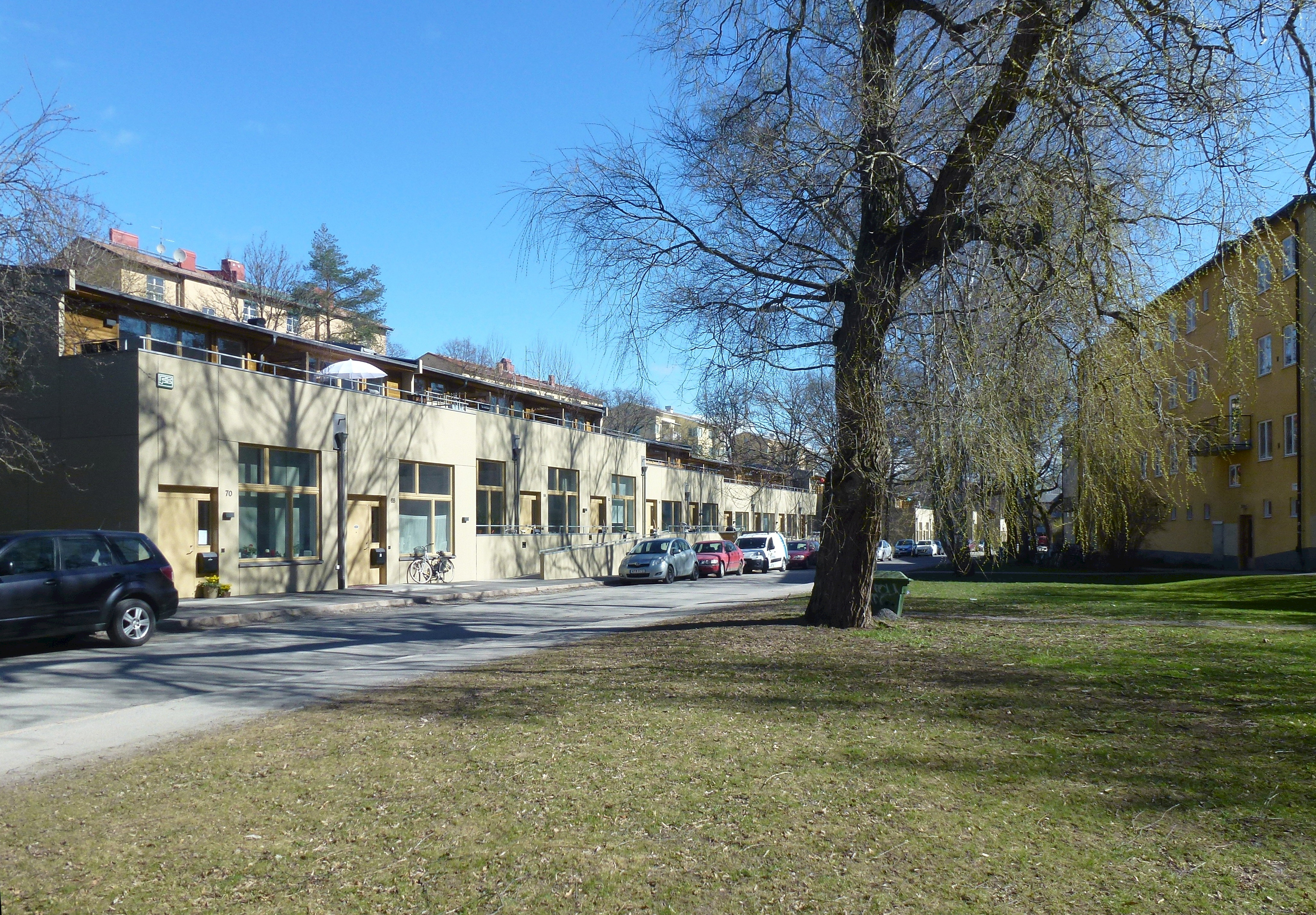
Kransbindarvägen.
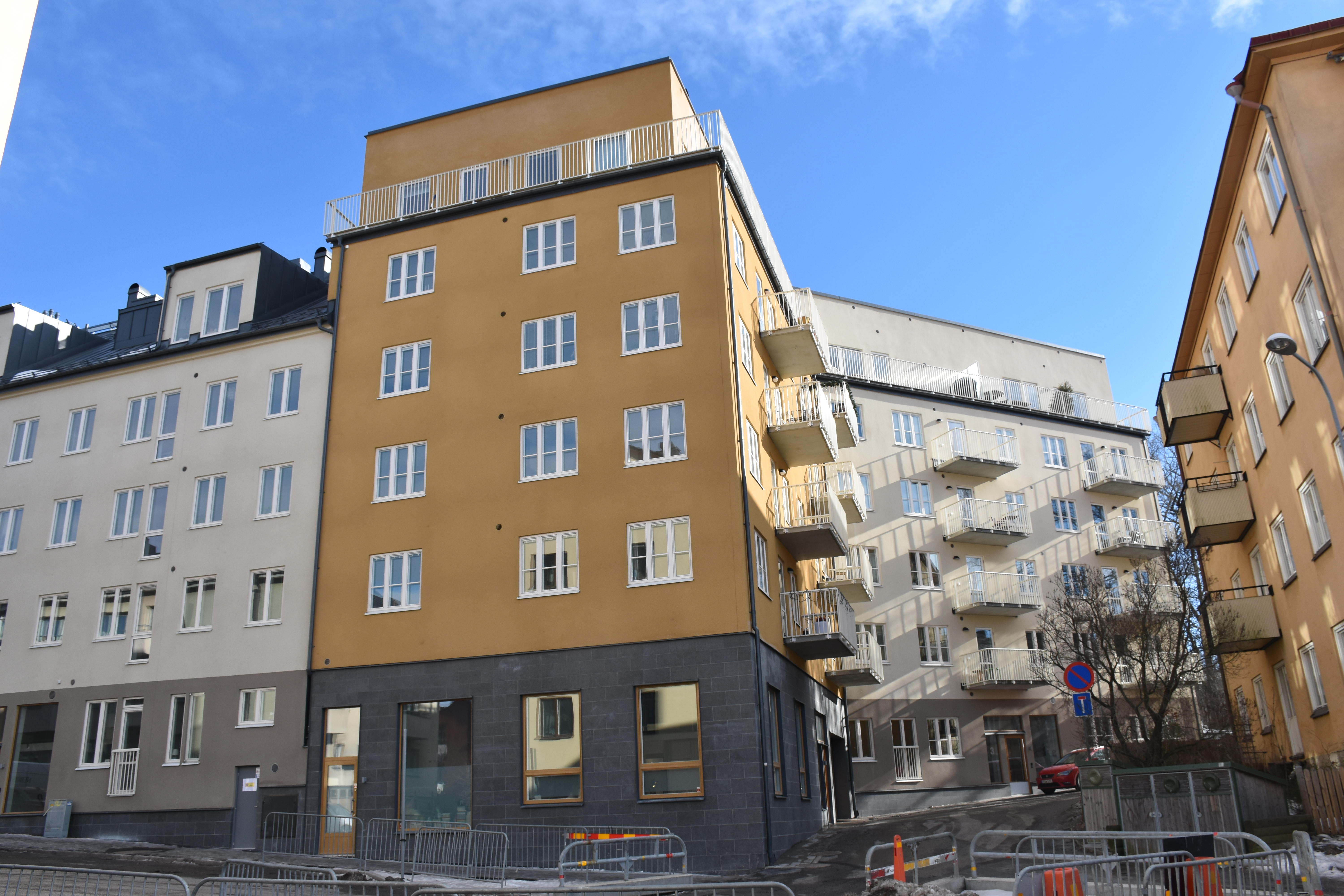
Martallen.